# Србољуб Јосиповић
Србољуб Срба Јосиповић (Стублине, код Обреновца, 1909 — Београд, 1997) био је учесник Народноослободилачке борбе и друштвено-политички радник Социјалистичке Републике Србије.

## Биографија
Рођен је 1909. године у селу Стублине, код Обреновца. Пре Другог светског рата бавио се земљорадњом. Године 1935. повезао се са комунистима који су деловали у посавским селима и 1939. постао члан тада илегалне Комунистичке партије Југославије (КПЈ). Након пријема у КПЈ започео је са политичким радом и био секртар партијске ћелије у свом селу. Крајем 1940. био је делегат на Окружној конференцији КПЈ за Београд на којој се разрађивао материјал са Пете земаљске конференције КПЈ. Након тога биран је члана Окружног комитета КПЈ за Београд, као и за члана тада формираног Среског комитета КПЈ за Обреновац.
После окупације Југославије 1941. активно се уљкучио у Народноослободилачки поркрет (НОП) и био један од организатора устанка у свом крају. Приликом формирања Космајско-посавског одреда јула 1941. постављн је на дужност политичког комесара чете, а након њеове поделе и формирања Посавског партизанског одреда постављен је за заменика команданта одреда Коче Поповића. У току устанка у Србији, новембра 1941. кооптиран је у чланство Покрајиснког комитета КПЈ за Србију.
Децембра 1941. приликом формирања Прве пролетерске ударне бригаде, преузео је дужност помоћника политичког комесара Четвртог краљевачког батаљона. Априла 1942. био је накратко члан Окружносг комитета КПЈ за Херцеговину, али је у току Треће непријатељске офанзиве враћен у Прву пролетерску бригаду, где се налазио у Политоделу. Касније је био политички комесар Хаубичког дизиона Врховног штаба НОВ и ПОЈ. Октобра 1943. заједно са групом војно-политичких руководилаца упућен је из Босне у Србију, са циљем помоћи Главном штабу НОВ и ПО Србије око даљег организовања и руковођења Народноослободилачком борбу у Србији. У јесен 1943. биран је за већника Другог заседања АВНОЈ-а, а од 1944. налазио се на дужности политичког комесара 24. српске дивизије. Демобилисан је 1945. у чину потпуковника ЈА.
После ослобођења Југославије, завршио је Вишу партијску школу „Ђуро Ђаковић“, након чега се посветио друштвено-политичком раду. Најпре је у Ваљеву био организациони секретар Окружног комитета КПЈ, а потом је био секретар Среског комитета КПЈ у Обреновцу. До пензионисања 1963. обављао је разне одговорне дужности на републичком и савезном нивоу. Више пута је биран за посланика Савезне скупштине и Скупштине СР Србије, а од 1953. био је и члан Извршног већа Скупштине НР Србије.
Биран је за члана Централног комитета Савеза комуниста Србије, на Првом, Другом, Трећем и Четвртом конгресу СКС, као и за члана Главног одбора Социјалистичког савеза радног народа (ССРН) Србије и члана Савета федерације, од 1974. године. Након одласка у пензију живео је у Баричу, код Обреновца, где се активно бавио душтвено-политичким радом на терену и дуги низ година био председник Месне заједнице Уровци.
Умро је 1997. у Београду, а сахрањен је на Новом гробљу.  
Носилац је Партизанске споменице 1941. и других југословенских одликовања, међу којима су — Орден братства и јединства првог реда и Орден народног ослобођења, којим је одликован 20. септембра 1979. године.